# Тези невероятни музиканти или новите съновидения на Шурик
„Тези невероятни музиканти, или Новите съновидения на Шурик“ е концертен филм, режисиран от Юрий Сааков по Централната телевизия на Държавното радио и телевизия на СССР през 1977 г. и базиран на популярни комедии на Леонид Гайдай с музика на Александър Зацепин:
- Операция „Ы“ и други приключения на Шурик (1965)
- Кавказка пленница (1967)
- Диамантената ръка (1968)
- 12-те стола (1971)
- Иван Василиевич сменя професията си (1973)
- Не може да бъде! (1975)

Премиерата по телевизията се състоя на 1 април 1977 г. от 21:30 часа по Първа програма на Централната телевизия.

## Описание
Театралният телевизионен концерт използва пародийна актьорска импровизация към саундтрака на композиции по музика на Александър Зацепин към филмите на Леонид Гайдай. Музикалната поредица, съчетана с действаща пантомима, според Е. Авербах, „създава атмосфера на скеч, шега“, „предизвиква комични ефекти“. Художествената конвенция на телеконцерта е несинхронизирането на звука и видео последователностите.
В началото е написано: „Авторите и участниците в програмата се извиняват за пълното разминаване между звука и изображението в играта на всички музикални инструменти“. Тази заставка илюстрира основната изразителна техника, върху която е изградена цялата програма.

## Създатели
- Музика: Александър Зацепин
- Сценарий и режисура: Юрий Сааков
- Водещ оператор: Сергей Журавльов
- Оператори: Г. Зубанов, Е. Уманов, А. Алексеев
- Художник на продукцията: Игор Макаров
- Художник на костюмите: Л. Детер
- Звуков инженер: Ю. Агафонников
- Асистенти на режисьора: Т. Михайлова, В. Шуленин
- Грим: Т. Беркович, Н. Архипова
- Инженери по видео монтаж: В. Егоров, Б. Корогодин, С. Колбасин, В. Рязанцев
- Редактор: Н. Грешищева
- Администратор: О. Ермилова

## Актьорски състав
- Александър Демяненко-Шурик

### Членове на вокално-инструменталния ансамбъл
- Наталия Варлей
- Георгий Вицин
- Арчил Гомиашвили
- Олег Дал
- Валерий Золотухин
- Савелий Крамаров
- Наталия Крачковская[1]
- Леонид Куравльов
- Евгений Моргунов
- Вячеслав Невинни
- Светлана Светличная
- Наталия Селезньова
- Алексей Смирнов

## Интересни факти
- В този филм, вместо цигари Малборо (които са в оригиналния филм), са снимани цигари-марки Съюз-Аполон.